# Тајне винове лозе
Тајне винове лозе je српска теленовела твораца Мирјане Бобић Мојсиловић и Дејана Караклајића. Премијерно се емитује од 18. јануара 2021. године на Суперстар ТВ.

## Радња
Породица богатог бизнисмена Вука Томовића из Суботице крије многе тајне, али и Вера, самохрана мајка два сина из Неготинске Крајине, живи у страху да се њене тајне не открију.
Вукова ћерка, Ања, завршила је енологију у Паризу. Враћа се у свој родни крај с намером да преузме на себе вођење озбиљног породичног бизниса. Ањино образовање и технологије преузете са Запада сударају се са навикама и традицијом у овдашњем узгајању вина.
Кроз 36 епизода серија прати судбине, драме и борбе две виноградарске породице из различитих културних миљеа, чије су интимне саге обавијене лажима и прећуткивањем. У овој драматичној причи на мистериозан начин преплићу се наизглед неповезане судбине. Заједничко обема породицама су сузе, пољупци и ударци. Мелодрамска нота која је све време присутна у овој серији указује да нема породице без тајне. А у вину је истина! Да ли је?

## Улоге

### Главне улоге
| Глумац                | Улога                    |
| --------------------- | ------------------------ |
| Војин Ћетковић        | Вук Томовић              |
| Слобода Мићаловић     | Вера Смиљанић            |
| Марко Васиљевић       | Марко Смиљанић           |
| Вања Ненадић          | Ања Томовић              |
| Драган Драги Петровић | Немања Смиљанић          |
| Милица Зарић          | Јелена Томовић           |
| Анита Манчић          | Владислава Ружа Томовић  |
| Небојша Миловановић   | Зоран Томовић            |
| Дара Џокић            | Миртеа                   |
| Сена Ђоровић          | Лина Томовић             |
| Лука Грбић            | Иван Томовић             |
| Никола Којо           | Коста                    |
| Јово Максић           | Гордан Миленковић - Жути |
| Ива Манојловић        | Андријана                |
| Наташа Јањић          | Теа                      |
| Луција Шербеџија      | Инес Бруњак              |
| Рок Јуричић           | Матеј Бруњак             |

### Споредне улоге
| Глумац                 | Улога                        |
| ---------------------- | ---------------------------- |
| Горан Шушљик           | Јосип Бруњак                 |
| Сергеј Трифуновић      | Воја Јагодинац               |
| Иван Зарић             | Слободан Грбић               |
| Сташа Николић          | Богдана                      |
| Слободан Бештић        | приватни детектив            |
| Марко Јањић            | инспектор Невен Молнар       |
| Иван Киринчић          | Барјактаровић                |
| Ана Радовић            | Дуња                         |
| Ирфан Менсур           | Фран Буршић                  |
| Иван Томић             | адвокат Симоновић            |
| Моника Ромић           | Клара Хорват                 |
| Милан Чучиловић        | Доловачки                    |
| Чарни Ђерић            | конобар Стојан               |
| Вахидин Прелић         | инспектор Оршолић            |
| Иван Зекић             | Васић                        |
| Драгана Мићаловић      | Милица Јовановић             |
| Лазар Николић          | Ђорђе Јовановић              |
| Андреј Шепетковски     | Шане                         |
| Слободан Тешић         | Света                        |
| Саво Радовић           | газда Симић                  |
| Јелена Јовичић         | Даница                       |
| Маша Ђорђевић          | Каћа                         |
| Павле Стефановић       | Јоца                         |
| Арпад Месарош          | Шандор Нађ                   |
| Лана Тановић           | мала Вера                    |
| Бубања Ђорђе           | Млади Коста                  |
| Милош Влалукин         | Фелон                        |
| Ивана Шћепановић       | млада Миртеа                 |
| Рада Ђуричин           | Гордана Недељковић           |
| Саша Торлаковић        | млади газда Михаило          |
| Вања Милачић           | Јелена Дапчевић - Џеј Ди     |
| Александар Гајин       | Радулов адвокат              |
| Добрила Илић           | Љубица Мојић                 |
| Зоран Максић           | глумац у позоришту/Флоријан  |
| Владимир Гвојић        | Денис                        |
| Иван Томашевић         | Раде Баћевић                 |
| Миодраг Крстовић       | деда Тадија                  |
| Бојана Стефановић      | Снежа                        |
| Огњен Малушић          | Макс                         |
| Дуња Вулић             | мала Ружа                    |
| Сергеј Стојановић      | мали Вук                     |
| Јаков Марјановић       | мали Зоран                   |
| Јанко Цекић            | Џони                         |
| Драган Секулић         | Стефан                       |
| Цвијета Месић          | Дојна                        |
| Атила Гириц            | Јанош Молнар                 |
| Горан Султановић       | Мане Крстић                  |
| Љиљана Драгутиновић    | баба Анђа                    |
| Александар Срећковић   | Паун                         |
| Миодраг Кривокапић     | Радуле Мишић                 |
| Мина Обрадовић         | Кристина Алби                |
| Бранислав Јерковић     | Душан Јовић                  |
| Александар Ђурица      | Иларион/Ненад, Вeрин муж     |
| Игор Дамњановић        | Тамаш                        |
| Милутин Милошевић      | Примож Браткович             |
| Мирослав Жужић         | газда Михаило Смиљанић       |
| Горан Радаковић        | инспектор Стева              |
| Маја Шуша              | Сашка                        |
| Павле Пекић            | Александар Хаџи              |
| Марко Гиздавић         | Мића                         |
| Урош Јаковљевић        | Даре                         |
| Новак Билбија          | отац Симеон                  |
| Радован Миљанић        | Влада Ћосић                  |
| Петар Михаиловић       | Бора                         |
| Милица Јанковић        | Борина жена Милка            |
| Саша Станковић         | Бошко                        |
| Бранислав Љубичић      | Адријан                      |
| Бранислав Платиша      | управник позоришта           |
| Душко Радовић          | старији виноградар           |
| Зорица Пешић           | Славица                      |
| Јасмина Аврамовић      | јавни тужилац                |
| Jaсмина Вечански       | Кристинина мајка             |
| Бојан Лазаров          | психолог Митар               |
| Милош Петровић Тројпец | Мики                         |
| Стојша Ољачић          | полицајац Урош               |
| Никола Ранђеловић      | полицајац Ристић             |
| Јована Беловић         | Марија                       |
| Бора Ненић             | Слоба                        |
| Никола Булајић         | Пеђа                         |
| Марко Чупић            | млади Вук                    |
| Никола Мијатовић       | млади Зоран                  |
| Ивана Живковић         | Теодора                      |
| Теодора Драгићевић     | млада Вера                   |
| Предраг Грујић         | млади Ненад                  |
| Јована Берић           | млада Јелена                 |
| Млађан Црквењаш        | Полицајац у болници/Будровац |
| Јован Јовановић        | сумњиви конобар              |

### Епизодне улоге
| Глумац                 | Улога                  |
| ---------------------- | ---------------------- |
| Антонела Васић         | Мира                   |
| Магди ел Асраг         | Неда                   |
| Ненад Станковић        | Ненезић                |
| Николија Стојковић     | конобарица Љиља        |
| Ненад Ћирић            | судија Ђорђевић        |
| Андреј Беир            | батица 2               |
| Верољуб Јефтић         | дистрибутер            |
| Слађана Стојковић      | Зорица Баћевић         |
| Александар Грујичић    | конобар                |
| Јелена Мрђа            | Сандра                 |
| Давид Ђурев            | конобар                |
| Димитрије Радовановић  | курир                  |
| Матија Илић            | млади полицајац Стева  |
| Радоје Чанчаревић      | наредник               |
| Никола Радоњин         | конобар                |
| Новица Милосављевић    | конобар                |
| Реља Јововић           | момак фан              |
| Маја Суботић           | девојка фан            |
| Ирина Ћук              | девојка фан            |
| Милан Плећаш           | познаник               |
| Јана Здравковић        | девојка                |
| Александар Милошевић   | телохранитељ 1         |
| Милан Крстић           | телохранитељ 2         |
| Ратко Игњатов          | сумњиви тип            |
| Милан Булатовић        | деда Жељко             |
| Дејан Цицмиловић       | мајстор                |
| Катарина Крстајић      | жена Бојана            |
| Петар Перуничић        | униформисани полицајац |
| Милош Војновић         | таксиста               |
| Драгиша Васић          | инспектор              |
| Мирко Марковић         | психолог               |
| Урош Кончар            | Иван 2                 |
| Владимир Влајић        | Васићев ортак 1        |
| Радомир Човић          | мршави                 |
| Софија Коларић         | стилисткиња            |
| Александар Ђорђевић    | конобар                |
| Петар Митић            | инвеститор 1           |
| Петар Ћирица           | инвеститор 2           |
| Маја Манџука           | гошћа на сајму         |
| Даница Радуловић       | шнајдерка              |
| Данијел Сич            | Ђурић                  |
| Маја Колунџија         | спремачица 1           |
| Ђурђина Радић          | спремачица 2           |
| Бојан Стојчетовић      | Бериша                 |
| Милан Мијушковић       | стари Симић            |
| Милош Лазаров          | акаунт менаџер         |
| Миљана Кравић          | акаунт менаџерка       |
| Ерол Кадић             | доктор Јоцић           |
| Драган Божа Марјановић | батинаш                |
| Андреја Маричић        | адвокат Бранко         |
| Стефан Савковић        | син од Жутог           |
| Немања Бакић           | Деки                   |
| Жељка Мрђа             | новинарка              |
| Филип Мандић           | Бане                   |
| Владан Јаковљевић      | Кристинин отац         |
| Уна                    | мала Кристина          |
| Зорица Пашић           | Вељкова жена           |
| Зоран Максић           | Флоријан Мунтеану      |
| Ивана В. Јовановић     | сестра север           |
| Бисерка Стојановић     | секретарица            |
| Никола Ђорђевић        | поштар Раде            |
| Илија Јовановић        | музичар                |
| Милан Костић           | музичар                |
| Миодраг Ракочевић      | партнер                |
| Шћепан Вујисић         | партнеров зет          |
| Гордана Јовић          | партнерова мајка       |
| Марина Петровић        | партнерова сестра      |
| Сандра Бокан           | партнерова супруга     |
| Илија Јовановић        | музичар                |
| Милан Костић           | музичар                |
| Саша Радојковић        | полицајац              |
| Миленко Вујић          | обезбеђење             |
| Тамара Батковић        | инструкторка пилатеса  |
| Милица Марковић        | сестра дом             |
| Душко Кнежевић         | архитекта              |
| Ранко Продановић       | полицајац              |
| Slaviša Repac          | батинаш                |
| Тара Милутиновић       | девојка                |
| Владимир Стојковић     | рецепционер            |
| Марија Николић         | новинарка              |
| Давор Крунић           | камерман               |
| Јован Лопичић          | конобар                |
| Титина Милтеновић      | сестра север           |
| Бисерка Стојановић     | Јовићева секретарица   |
| Александар Јелић       | Радулово обезбеђење    |
| Драгиша Васић          | ење                    |
| Игор Фргања            | Радулово обезбеђење    |
| Ивица Тимчић           | Радулово обезбеђење    |
| Милан Милосављевић     | човек у оделу          |
| Душан Чупић            | човек у оделу          |
| Зоран Крњајић          | партнер                |
| Саша Стојановић        | партнер                |
| Тара Милутиновић       | девојка                |
| Лара Кораћ             | хостеса                |
| Филип Тасић            | сниматељ               |
| Рада Б                 | новинарка              |
| Марко Машовић          | полицајац              |
| Милорад Јевтић         | монах                  |
| Миломир Сарић          | искушеник              |
| Зоран Страка           | хирург                 |
| Милорад Марковић       | полицајац              |
| Петар Савић            | полицајац              |
| Марко Здравковић       | форензичар             |
| Иван Илић              | фотограф               |
| Душан Секулић          | хитна помоћ            |
| Биљана Малетић Заверла | примаћа сестра         |
| Алиса Лацко            | докторка               |
| Ирена Божовић          | медицинска сестра      |
| Срба Антић             | мистериозни човек      |
| Ивица Тодоровић        | глумац у позоришту     |
| Матија Ристић          | глумац у позоришту     |
| Реља Јововић           | глумац у позоришту     |
| Радоман Човић          | глумац у позоришту     |
| Сања Петровић          | глумица у позоришту    |
| Љиљана Радун           | глумица у позоришту    |
| Зорица Лесковац        | глумица у позоришту    |
| Ана Видовић            | глумица у позоришту    |
| Душан Милутиновић      | полицајац              |
| Алекса Раичевић        | полицајац              |
| Невена Николић         | сестра Неготин         |
| Бранко Перишић         | млађи виноградар       |
| Миња Вараклић          | новинарка              |
| Анђела Пешић           | шнајдеркина помоћница  |
| Стефан Кресовић        | радник у винограду     |
| Ана Лупшин             | промотерка на сајму    |
| Маја Павловић          | млада девојка          |
| Бисерка Стојановић     | млада пословна жена 1  |
| Сања Старовлах         | млада пословна жена 2  |
| Марина Петровић        | млада пословна жена 3  |
| Рој Лаурент            | Француз 1              |
| Ђулиот Роман           | Француз 2              |
| Милош Анђелковић       | хрватски дистрибутер   |
| Драган Доброка         | хрватски дистрибутер   |
| Тијана Миловановић     | банкарка               |
| Марко Јевтовић         | банкар                 |
| Андријана Оливерић     | Маша Ребић             |
| Жана Караклајић        | Матилд д Белвил        |
| Лазар Шећеровић        | Шарл Бонлије           |
| Драгиња Милеуснић      | матичарка              |
| Фреја                  | Бијоу                  |
| Aлександар Трнчић      | конобар Павле          |
| Биљана Михајловић      | газда Симићева жена    |
| Бојана Ковачевић       | социјална радница      |

## Епизоде
| Сезона | Сезона | Епизоде | Епизоде | Оригинално емитовање | Оригинално емитовање |
| Сезона | Сезона | Епизоде | Епизоде | Премијера            | Финале               |
| ------ | ------ | ------- | ------- | -------------------- | -------------------- |
|        | 1.     | 36      | 36      | 18. јануар 2021.     | 8. март 2021.        |
|        | 2.     | 38      | 38      | 21. март 2022.       | 25. мај 2022.        |
|        | 3.     | 36      | 36      | 12. фебруар 2024.    | 5. април 2024.       |